# Dolors Purcallas i Sierra
Dolors Purcallas i Sierra (Figueres, Alt Empordà, 19 de gener de 1910 - el Masnou, Maresme, 20 de desembre de 1994) fou una mestra catalana.
Filla del sabater Josep Purcallas Bonaterra i de Concepció Sierra Cortada. Els pares regentaven la sabateria Gran Bazar de Calzado, al carrer de la Portella de Figueres. Va fer estudis primaris a Figueres i després la carrera de Magisteri a la Residència Internacional de Senyoretes Estudiants de Barcelona. Es va formar en les metodologies Montessori i Decroly, que promovien el respecte i la llibertat de l'alumne. El 1934 va obtenir el títol de mestra i va triar com a destí l'Escola J. J. Ràfols de Torrelavit (Alt Penedès).
La seva aportació es recorda per ser innovadora i per haver aplicat el mètode d'aprenentatge de la pedagoga Maria Montessori. La seva formació com a mestra es va basar en metodologies d'aprenentatge on la figura de l'alumne tenia un protagonisme inusitat. Dolors Purcallas es desvivia per la seva feina i, fins i tot, va destinar bona part del seu sou a materials per a l'escola.
Tingué problemes amb les autoritats locals per la negativa a casar-se amb Josep Olivé, fill del jutge de pau de Torrelavit i propietari d'una fàbrica de paper. Per aquesta raó va patir assetjament.
La seva trajectòria docent va ser molt curta, del 1934 al 1939, ja que va ser depurada i inhabilitada en acabar la Guerra Civil per un Consell de Guerra Sumaríssim. La culpaven per haver comès aquests tres delictes: «Per ser poc religiosa, per haver cosit roba d'abrigar per a l'exèrcit i per ser simpàtica». L'enemistat que tenia amb les autoritats locals i en especial amb el fill del jutge de pau, que encara l'extorsionava amb el matrimoni, va facilitar la depuració.
Sense poder exercir de mestra, se n'anà a viure al Masnou, on vivien uns oncles seus, i on passaria la resta de la seva vida. Hi va obrir una botiga de calçat que duia el seu nom i també hi va fer classes clandestines de reforç. Va morir sola i en la misèria.
La seva figura ha estat recuperada gràcies a la troballa en un contenidor de documents, fotografies i unes petites memòries que va deixar escrites sobre la desgràcia que li va caure a sobre quan els Olivé es van creuar en la seva vida. El manuscrit testimonial són records biogràfics d'una mestra de la República que va plantar cara al caciquisme, alhora que va deixar un llegat molt valuós a l'escola en la qual va poder exercir durant un curt període. Les memòries es van publicar el 2008 amb el títol El calvari d'una mestra.
Se li han fet actes de reconeixement a Torrelavit i a Figueres. L'any 2019 a l'escola de Torrelavit se li va fer una escultura de ferro en record seu.